# Estilo Regencia (Francia)
Estilo Regencia es la denominación del estilo artístico, especialmente de las artes decorativas, que se inicia en Francia y se extiende por Europa Occidental en el primer tercio del siglo XVIII. Estrictamente corresponde al periodo de la regencia (1715-1723) que durante la minoría de edad de Luis XV ejercía Felipe de Orleans.
Sigue al Estilo Luis XIV y antecede al Estilo Luis XV (dentro del que se incluye el Estilo Pompadour -por Madame de Pompadour-). Se le considera una transición entre el Barroco y el Rococó.
Los aristócratas de la corte buscaron una mayor intimidad y refinamiento, celebraban soirées à thème (lectura, veladas musicales, etc.) En sus salons convocaban a poetas y filósofos. Los temas amorosos y galantes (fête galante) tuvieron un gran éxito. Era también el periodo de la commedia dell'arte.

## Artes "mayores"

### Pintura
En la época todavía preside el panorama artístico Hyacinthe Rigaud. 
Con una cronología más tardía, y con la estética rococó ya triunfante, Quentin de La Tour y Jean-Honoré Fragonard.

### Escultura
La escultura francesa de la época aún seguía dominada por figuras del siglo anterior, como Antoine Coysevox (hasta 1720) y su discípulo Jean-Louis Lemoyne (hasta 1755)

## Artes "menores" o decorativas

### Mobiliario

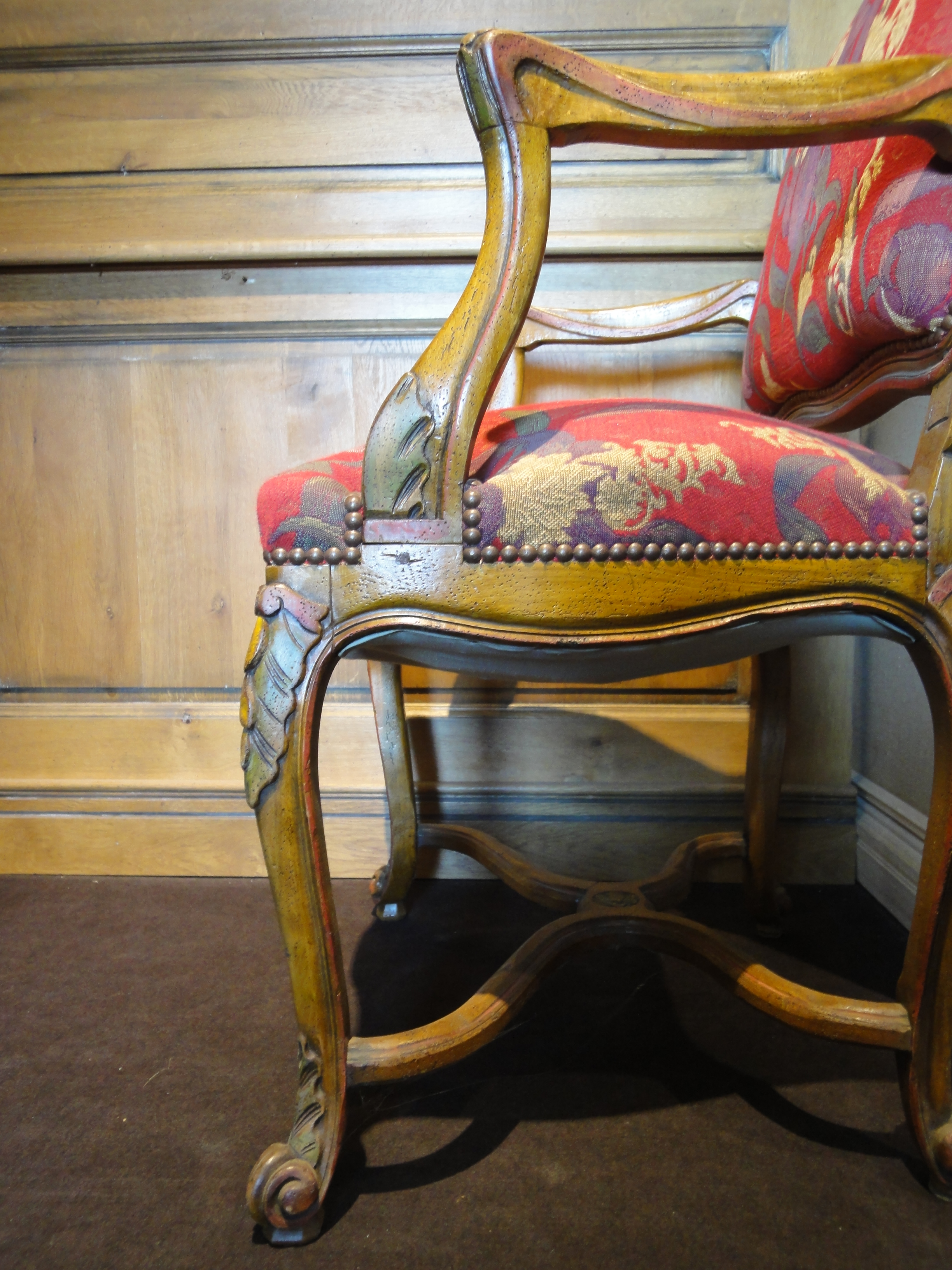

Los principales materiales utilizados son la madera de roble, haya, nogal, pino, álamo, peral ennegrecido (le chêne, le hêtre, le noyer, le sapin, le peuplier, le poirier noirci), maderas exóticas, asiáticas y africanas importadas por la Compañía de las Indias.
El enchapado (placage), la marquetería, el dorado con pan de oro y el bronce dorado al mercurio fueron las técnicas clásicas de este periodo.
- Las mesas sont más pequeñas y manejables que en el periodo anterior: el separador (l'entretoise) se suprime progresivamente. A menudo son de madera maciza encerada.
- Aparece la mésa de tocador (table de toilette).
- Consolas de apliques y de separación (de milieu).
- El escritorio (bureau) se genéraliza; habitualmente en maderas oscuras (noirci), el borde de la superficie de trabajo en bronce y recubierta de cuero fino, las patas curvadas y decorado con bronce (le plateau droit cerné de bronze recouvert d'un maroquin, pieds galbés et décor en bronze).

- Espejos.

## Ornamentos
Los motivos decorativos son:
- jeux de fond: quadrillés, losanges.
- humanos: espagnolette[4] (original del broncista Charles Cressent), máscaras femeninas.
- animales: singes, coquilles, ailes de chauve-souris.
- vegetales: palmette, tournesol, feuilles godronnées, feuilles d'acanthe.

Los motivos geométricos de marquetería Boulle.
- los motivos exóticos: pluma de pavo, pagodas.

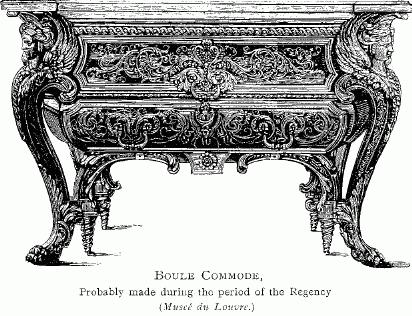
Cómoda de estilo Regencia.